# Pristomerus calcaratus
Pristomerus calcaratus är en stekelart som först beskrevs av Maximilian Spinola 1851.  Pristomerus calcaratus ingår i släktet Pristomerus och familjen brokparasitsteklar. Inga underarter finns listade i Catalogue of Life.